# Líneas Interurbanas de Navarra
Las Líneas Interurbanas de Navarra, son líneas de autobús, llevadas a cabo por distintas empresas, que conectan la Comunidad Foral de Navarra con Pamplona, su capital.

## Líneas

### Artieda[2]
Pamplona - Eugi
Pamplona - Jaurrieta

### Conda[3]
Pamplona - Aoiz
Pamplona - Baños de Fitero
Pamplona - Egües
Pamplona - Imárcoain
Pamplona - Lodosa
Pamplona - Lumbier
Pamplona - Milagro
Pamplona - Ochagavía
Pamplona - Orbaitzeta
Pamplona - Tafalla
Pamplona - Tudela

### La Baztanesa[4]
Pamplona - Mugairi - Erratzu

### La Burundesa[5]
Pamplona - Ubarmin

### La Estellesa[6]
Pamplona - Calahorra - Azagra
Pamplona - Campanas - Sartaguda
Pamplona - Estella - Logroño
Pamplona - Los Arcos - Mendavia
Pamplona - Salinas de Oro - Estella

### La Pamplonesa[7]
Pamplona - Ororbia - Asiain - Etxauri
Pamplona - Ororbia - Etxauri
Pamplona - Ostiz - Arraitz

### La Muguioarra[8]
Pamplona - Aldatz

### La Tafallesa[9]
Pamplona - Falces
Pamplona - Figarol
Pamplona - Lerín
Pamplona - Olite
Pamplona - Uztarroz

### La Veloz Sangüesina[10]
Pamplona - Cáseda
Pamplona - Sangüesa

### Leitzarán[11]
Pamplona - Leitza - Santesteban